# Costes del Barranc del Ruc
Les Costes del Barranc del Ruc és una costa de muntanya del terme municipal de Castell de Mur, dins de l'antic terme de Mur, al Pallars Jussà, en terres del poble de Vilamolat de Mur.
Està situada a la dreta del barranc de Sant Gregori, entre el barranc del Ruc (nord-oest) i el barranc de Salze (sud-est). Constitueixen tot el vessant nord-oriental de la Plana del Roquero, a l'est-nord-est de Vilamolat de Mur.